# 大羊茅
大羊茅（学名：Festuca gigantea）为禾本科羊茅属下的一个种。

## 扩展阅读
- 維基物種上的相關：大羊茅